# Théophile Thoré
Étienne-Joseph-Théophile Thoré, llamado también William Bürger y después Théophile Thoré-Bürger (La Flèche, País del Loira; 2 de junio de 1807-París, 30 de abril de 1869), fue un periodista y crítico de arte francés, abogado de formación, conocido sobre todo por su redescubrimiento de Vermeer y otros destacados pintores del Siglo de Oro holandés.
Muy comprometido políticamente, fundó en marzo de 1848 el periódico diario "La Vraie Rèpublique" (La Verdadera República), rápidamente prohibido por Cavaignac. En marzo de 1849 funda "Le Journal de la vraie République" (El diario de la verdadera república), y sus talleres y oficina fueron saqueados el 13 de junio de 1849. Thoré debe exiliarse en Bruselas. Adopta en sus artículos, como pseudónimo, el nombre de William Bürger. El 15 de agosto de 1859, después de ser amnistiado, vuelve a Francia.
Se inició como crítico de arte en 1830, y defiende el realismo en la pintura, ilustrado por Jean-François Millet y Gustave Courbet. Hoy en día es más conocido por su redescubrimiento de la obra de Vermeer y otros destacados pintores holandeses barrocos, como Frans Hals (fue el primero en describir su retrato de Malle Babbe), Carel Fabritius y otros. En una serie de tres artículos publicados en 1866 en la Gaceta de las Bellas Artes, describe su redescubrimiento de Vermeer. Visitando el museo de La Haya en 1842, descubre la Vista de Delft, con el nombre de Vermeer en el catálogo, nombre desconocido para él ya que para entonces el pintor estaba completamente olvidado. Impresionado, se pasó los años siguientes, previos a su exilio, buscando más cuadros, descubriendo, en una colección particular otros dos cuadros del pintor: La lechera y Fachada de una casa holandesa.
En sus años de exilio continúa a la búsqueda de las obras de Vermeer, algunas veces conocidas, pero atribuidas a otros pintores, como por ejemplo a Pieter de Hooch. En su entusiasmo, encontró setenta. Sin embargo, los procedimientos de análisis modernos han autentificado finalmente unas cuarenta como siendo auténticos Vermeer. Con su trabajo llegó sin embargo a identificar dos tercios de los Vermeer hoy reconocidos.

## Publicaciones
- La Restauration de l'autorité ou l'opération césarienne, opúsculo impreso en 1852
- En Ardennes par quatre bohémiens, en 1856, sin el nombre del autor.
- « Van der Meer de Delf », en Gazette des beaux-arts, tomo 21, oct-dic 1866 p. 297-330, p.458-470, p. 542-575.

- Datos: Q933765
- Multimedia: Théophile Thoré-Bürger / Q933765